# Soroll marró

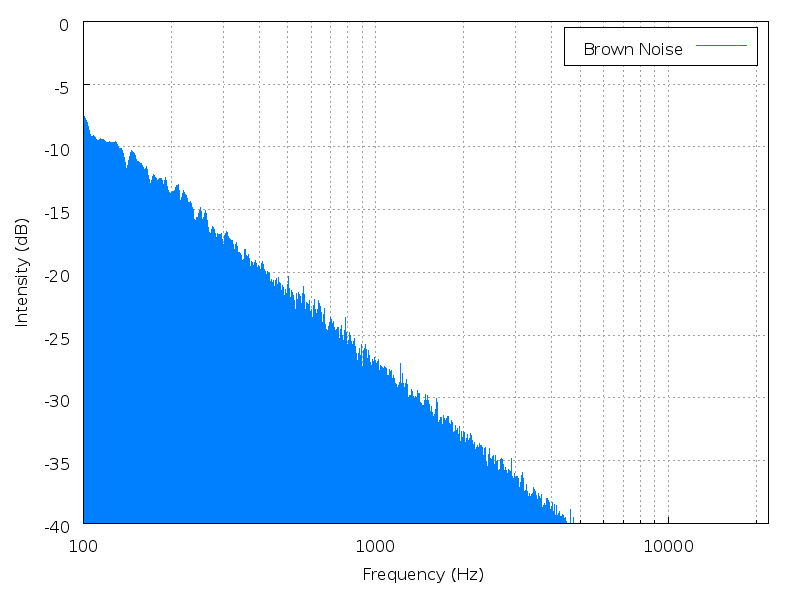
PSD del soroll marró.

El soroll marró té la seva PSD (densitat espectral de potència) directament proporcional a {\displaystyle {\frac {1}{F^{2}}}} o, dit d'una altra manera, decau 6 dB per octava a mesura que pugem en freqüència. El nom marró ve de l'anglès brown, i aquest no té res a veure amb el fet que el seu espectre s'assembli al del color marró sinó amb el científic Robert Brown, que va estudiar el moviment brownià. Aquest tipus de soroll pot ser generat per un algorisme que simuli aquest moviment.
El soroll també es pot generar per integració temporal d'un senyal de soroll blanc.

## Definició formal
Sigui un senyal x(t) definit en el temps, llavors x(t) serà soroll blanc si la densitat espectral de potència és inversament proporcional a la feqüència al quadrat (vegeu Fig.1):
{\displaystyle S_{xx}(f)=\left|X(f)\right|^{2}}= {\displaystyle 1/f^{2}}
on
{\displaystyle X(f)} és la transformada de Fourier de x(t) {\displaystyle X(f)=\int _{-\infty }^{\infty }x(t)\ e^{-2\pi ift}\,dt}